# Pierna creciente, falda menguante
Pierna creciente, falda menguante és una pel·lícula de comèdia musical espanyola del 1970 dirigida per Javier Aguirre amb un guió escrit per José Luis Dibildos i protagonitzada per Laura Valenzuela, Fernando Fernán Gómez i Emma Cohen.

## Sinopsi
El 1916 Europa estava en plena Primera Guerra Mundial, però Espanya era un país neutral i s'hi podia gaudir de l'erotisme dels cabarets, els principals d'ells a Sant Sebastià. Allí una de les estrelles és Rosario 'La criollita', de la que s'enamora profundament el senador Amadeo, duc de Daroca. El 1926 el senador s'ha esblert a Madrid, on hi coneix Lupe Cardoso, una estrella del xarleston que prefereix llicenciar-se en química que les joies que li ofereix Daroca.

## Repartiment
- Laura Valenzuela - Guadalupe Cardoso 'Lupe'
- Fernando Fernán Gómez - Amadeo - Duc de Daroca
- Emma Cohen - Rosario 'La criollita'
- Isabel Garcés - Doña Ramona
- José Sacristán - Aníbal Trijueque
- Manuel Gil - Raul - Marqués de Corbina
- Enriqueta Carballeira
- Elena María Tejeiro
- Don Jaime de Mora y Aragón - Pepe Bierzo - Baró del Bierzo
- Mayrata O'Wisiedo
- Álvaro de Luna - Alberto García del Chaparral
- Lola Gaos - Doña Úrsula
- José Jaspe
- Manuel Alexandre - Señorito ligón
- Barta Barri
- Blaki - Diego Rámirez
- Pilar Gómez Ferrer - Mare de Rosario
- Santiago Rivero
- José Franco
- Joaquín Pamplona
- María Elena Arpón - Criada de Lupe
- Azucena Molina
- María Elena Flores
- Beni Deus
- Adriano Domínguez
- Manuel Díaz Velasco
- Yolanda Ríos
- Ketty de la Cámara
- José García Calderón
- Fabián Conde
- José Manuel Cervino
- Ramón Ferrer
- Alejandro García
- María Eugenia Calleja
- Laly Soldevila - Rosa Ortega 'La Bella Orteguita'
- Lone Fleming
- María José Camores
- Manolo Gómez Bur - Hombre con casco de buzo

## Premis
Als Premis del Sindicat Nacional de l'Espectacle de 1970 Emma Cohen va obtenir el premi a la millor actriu secundària.